# Fria Airport
Fria Airport är en flygplats i Guinea.   Den ligger i prefekturen Fria och regionen Boke Region, i den västra delen av landet, 90 km norr om huvudstaden Conakry. Fria Airport ligger 159 meter över havet.
Terrängen runt Fria Airport är kuperad åt nordost, men åt sydväst är den platt. Runt Fria Airport är det ganska glesbefolkat, med 42 invånare per kvadratkilometer. Närmaste större samhälle är Fria, 2,3 km nordväst om Fria Airport. I omgivningarna runt Fria Airport växer huvudsakligen savannskog.